# 児島美都子
児島 美都子（こじま みつこ、本名：長 美都子、1924年3月3日 - ）は、日本の社会福祉学者。日本福祉大学名誉教授。専門分野は医療福祉論、医療ソーシャルワーク。夫は長宏（おさひろし、1922‐1997）。
東京都出身。1944年青山学院女子専門部卒業。織本病院勤務、1951年同医療事業部長。1955年日本社会事業学校専修科卒業。1962年全国コロニー協会事務局長。1966年日本福祉大学講師、1967年助教授、1974年教授、1985－1989年福祉学部長。1991年退任、名誉教授、龍谷大学教授、1996年退職、1997年青森大学社会学部教授、東京福祉大学教授。日本患者連盟名誉会長。

## 著書
- 『身体障害者福祉』ミネルヴァ書房 社会事業新書 1967
- 『社会保障を考える』風媒社 1969
- 『医療ソーシャルワーカー論』ミネルヴァ書房 1977
- 『医療相談の手引き 公的に保障される医療費』改訂第7版 日本看護協会出版会 1979
- 『海外福祉を視る 医療・障害者福祉の原点』全国社会福祉協議会 1984
- 『新医療ソーシャルワーカー論 その制度的確立をもとめて』ミネルヴァ書房 Minerva新社会福祉選書 1991
- 『地域にむすぶ高齢者の医療と福祉』ミネルヴァ書房 1993
- 『「寝たきり」をつくらない福祉 福祉とは何かを問いつづけて』ミネルヴァ書房 福祉books 1993
- 『医療ソーシャルワークの現代性と国際性 MSW45年の歩みより』勁草書房 医療・福祉シリーズ 1998
- 『ガンの夫を自宅で看取る 医療ソーシャルワーカーの介護日記から』農山漁村文化協会 健康双書 1998
- 『妻が綴った夫の「自分史」 在宅介護体験から夫、長宏の生涯をふりかえる』風媒社 2003
- 『イギリスにおける中間ケア政策 病院から地域へ』学術出版会 2007

### 共編著
- 『社会福祉の法律入門』佐藤進共編 有斐閣新書 1977
- 『障害者福祉はいま その自立をめざして』編 ミネルヴァ書房 1977
- 『障害者と社会保障』真田是、泰安雄共編 法律文化社 選書現代の生活と社会保障 1979
- 『医療福祉相談百問百答』大野勇夫共編 中央法規出版 1980
- 『患者に福祉サービスを 医療福祉職制度化関係資料集』共編 法律文化社 1980
- 『標準看護学講座 9 社会福祉』葛西修共編集 金原出版 1980
- 『障害者雇用制度の確立をめざして』編 法律文化社 1982
- 『地域医療と福祉 医療ソーシャルワーカーの働き』大野勇夫共編著 勁草書房-医療・福祉シリーズ 1982
- 『医療福祉のネットワーク』編 中央法規出版 1988
- 『介護マニュアル 在宅生活を支える地域活動』野村文枝共編 中央法規出版 1991
- 『医療福祉概論』成清美治共編著 学文社 1997
- 『どうしますあなたと私の老後 名古屋の女性がとりくむ「介護の社会化」』地域福祉を考える会共編 ミネルヴァ書房 Minerva福祉ライブラリー 1997
- 『国際医療福祉最前線』中村永司,杉山章子共編著 勁草書房 勁草-医療・福祉シリーズ 1999
- 『障害者福祉概論』成清美治,村井龍治共編著 学文社 1999
- 『私たちの社会福祉法』佐藤進共編 法律文化社 法律文化ベーシック・ブックス 2001
- 『現代医療福祉概論』成清美治共編著 学文社 2002
- 『障害をもつということ』吉川かおり共著 一橋出版 障害者福祉シリーズ 2002
- 『社会福祉』第2版 内山治夫共編 金原出版 よくわかる専門基礎講座　2008
- 『保健医療サービス』成清美治,牧洋子共編著 学文社 イントロダクションシリーズ 2009
- 『福祉をつむぐ つなぐ・むすぶ・ひらく』青木みか, 内山治夫,田中貴美子共編 風媒社 2013

### 翻訳
- ミーケ・バドウィ,ブレンダ・ビアモンティ編著『医療ソーシャルワークの実践』中村永司共監訳 中央法規出版 1994
- ジョアン・バラクローほか編著『医療ソーシャルワークの挑戦 イギリス保健関連ソーシャルワークの100年』中村永司共監訳 中央法規出版 1999